# 18647 Václavhübner
(18647) Václavhübner, denumire internațională (18647) Vaclavhubner, este un asteroid din centura principală de asteroizi.

## Descriere
18647 Václavhübner este un asteroid din centura principală de asteroizi. A fost descoperit pe 21 martie 1998 la Observatorul din Ondřejov de Petr Pravec. Asteroidul prezintă o orbită caracterizată de o semiaxă mare de 2,54 ua, o excentricitate de 0,04 și o înclinație de 3,7° în raport cu ecliptica.